# Gradska opština Obrenovac
Die Gradska opština Obrenovac (serbisch-kyrillisch Обреновац; deutsch Obrenowatz) ist eine Opština in der Metropolregion von Belgrad, Serbien. Verwaltungssitz ist Obrenovac.

## Gemeindegliederung
Laut Zensus von 2002 hatte die Gemeinde 70.975 Einwohner. Neben Stadt Obrenovac umfasst sie folgende Dörfer:
| - Baljevac - Barič (6.918 Ew.) - Belo Polje - Brgulice - Brović - Draževac - Dren | - Grabovac - Jasenak - Konatice - Krtinska - Ljubinić - Mala Moštanica - Mislođin | - Orašac - Piroman - Poljane (401 Ew.) - Ratari - Rvati - Skela - Stubline | - Trstenica - Urovci - Ušće - Veliko Polje - Vukićevica - Zabrežje - Zvečka (6.350 Ew.) |

## Geschichte
Die Besiedlung der Region Obrenovac begann in vorchristlicher Zeit. Im 9. Jahrhundert siedelten hier Slawen. Während der osmanischen Herrschaft über den Balkan hieß der Ort Palež. In der Zeit der österreich-ungarischen Besetzung erhielt die Stadt den Namen Zweibrücken. Nach dem erfolgreichen Zweiten Serbischen Aufstand gegen die osmanische Besatzung wurde der Ort 1859 nach dem serbischen Fürstenhaus Obrenović benannt.
Bei der Hochwasserkatastrophe infolge des Balkantiefs Yvette im Jahr 2014 war Obrenovac eine der am stärksten betroffenen Städte. Obrenovac musste vorübergehend komplett evakuiert werden.

## Wirtschaft
Im Kolubara-Becken südlich von Obrenovac befinden sich umfangreiche Braunkohlevorkommen, die im Tagebau gefördert werden. Ausgehend davon prägen die beiden, am Westrand der Stadt befindlichen größten serbischen Kohlekraftwerke „Nikola Tesla“ A und B das Wirtschaftsleben der Stadt.